# Niebla tóxica de Donora
La niebla tóxica de 1948 en Donora fue un fenómeno meteorológico producido por una inversión térmica que propició la formación de una niebla que causó la muerte de veinte personas y problemas de salud en otras 7.000 en Donora, Estados Unidos. En aquel entonces, Donora era una ciudad industrial a orillas del río Monongahela, a 39 km al sureste de Pittsburgh. En 2008 se inauguró un museo relacionado con el suceso.
Sesenta años después, el incidente fue descrito en el New York Times como "una de las peores catástrofes medioambientales de la historia de Estados Unidos". Una década después del suceso, la mortalidad de la zona creció de manera significativa.

## Incidente

### Composición y efectos en la salud
La niebla se formó a primeras horas de la mañana del 27 de octubre de 1948. Al día siguiente la población de la localidad y alrededores presentaban síntomas de tos, irritación de garganta y problemas respiratorios. En un principio a los enfermos y fallecidos se les atribuyó ataques de asma. En cuanto a la niebla, continuó hasta el día 31 del mismo mes. Para entonces ya habían fallecido una veintena mientras que un tercio de la población cayó enferma. A finales de noviembre ya habían fallecido medio centenar.
En Donora se encuentran las empresas Donora Zinc Works y la planta American Steel & Wire, ambas gestionadas por U.S. Steel. Los gases que despedían sus chimeneas estaban formados por fluoruro de hidrógeno y dióxido de azufre que sumado a la inversión térmica, el aire caliente quedó atrapado por las capas frías cercanas a la superficie junto a la polución, siendo esta la explicación de por qué la niebla había adquirido un espesor más denso de lo habitual y un tono amarillento y ocre que cubrió el área durante cinco días. El azufre, el flúor, el dióxido de nitrógeno y otros elementos considerados contaminantes que de normal se hubiesen dispersado por la atmósfera, fueron acumulandose en las capas bajas hasta que empezó a llover.

### Gestión de la crisis
El Cuerpo de Bomberos local al mando del Jefe John Volk y su asistente Russell Davis estuvieron al cargo de las llamadas de emergencia durante la crisis al tiempo que trabajaron para disolver la niebla con 23 m³ de oxígeno en Donora y los municipios de alrededor. A estos se unieron el servicio médico al cargo de ocho enfermeros que atendieron a los pacientes en sus casas.
La entonces directora ejecutiva de la Cruz Roja, Dra. Cora Vernon, mandó habilitar las oficinas del ayuntamiento como centros de urgencias. El espesor de la niebla era tal que la visibilidad era prácticamente nula haciendo peligroso la conducción. Russell Davis declaró: "Conduje por la izquierda con la cabeza asomando fuera de la ventanilla. Tuve que ir arrimado a los bordillos".
No fue hasta el 31 de octubre, fecha en la que se reunieron los operarios de las empresas y funcionarios del ayuntamiento, cuando se acordó detener la actividad industrial. Las plantas estuvieron fuera de servicio hasta las 06:00 h (hora local), momento en el que la niebla empezó a diluirse por las precipitaciones.

### Primeras investigaciones
Las investigaciones señalaron a las empresas como responsables de la contaminación, la cual afectó al entorno vegetal en torno a una media milla. La Dra. Devra L. Davis, directora del Centro de Oncología Medioambiental de la Universidad de Pittsburgh analizó los niveles de flúor de las muestras, las cuales reflejaban un nivel veces superior al normal siendo la principal causa de los fallecimientos.

## Repercusiones

### Acciones legales
Un estudio preliminar realizado por el Dr. Clarence A. Mills de la Universidad de Cincinnati afirmó que de haber durado más tiempo la niebla, podrían haber muerto un millar más de residentes. En la investigación también se hizo mención de la muerte de aproximadamente 800 animales.
La organización U.S. Steel fue demandada como responsable del daño medioambiental y la salud pública, sin embargo jamás reconocieron su responsabilidad si bien alegaron que fue "un acto de Dios". No obstante, en 1951 pagaron una indemnización de 235.000 dólares a los cerca de ochenta afectados que se personaron como parte de la acusación. Los representantes de American Steel and Wire se enfrentaron a 130 cargos y a una demanda de 4,6 millones de dólares dejando a la compañía tocada económicamente. Esta última afirmó en el juicio que la niebla la había producido "un extraño fenómeno meteorológico" y que la toxicidad se debió a la polución que se emanaba desde las chimeneas de los hogares y la contaminación de los vehículos y barcos de vapor al igual que sus propias plantas, las cuales fueron cerradas en 1966 por U.S. Steel.

### Impacto económico y medioambiental
En 1949, la zona sufrió una devaluación del valor de los inmuebles de casi un 10%.
La niebla en Donora marcó uno de los incidentes naturales en el que los estadounidenses admitieron estar expuestos a elevados niveles de contaminación que podrían ser perjudiciales para su salud. En consecuencia, grupos ecologistas propusieron la aprobación de una ley medioambiental aprobada en 1970 bajo el nombre de Clean Air Act (Ley de Aire Limpio), la cual salió adelante con el apoyo de la Agencia de Protección Medioambiental con el fin de regular los niveles de polución que emanan los productos contaminantes.

### Memoriales
La tragedia estuvo silenciada hasta 1995, año en el que se cumplió el 50 aniversario de los sucesos de Donora. Aquel mismo año fue descubierta una placa conmemorativa en recuerdo de las víctimas. En 2008 fueron inaugurados otros memoriales y un museo.